# Mokate Open 2015
Mokate Open 2015 – czwarty w historii sezon cyklu Turnieju Szachowego Mokate Open, który rozpoczął się 22 lutego 2015 w Goleszowie, a zakończył 29 listopada 2015 tamże. Rozegrano 5 konkursów. Sędzią przez cały sezon był Karol Linert.

## Kalendarz
| Lp. | Data              | Miejscowość    | Rodzaj Szachów      | Tempo         | Link  | 1. miejsce         | 2. miejsce       | 3. miejsce          |
| --- | ----------------- | -------------- | ------------------- | ------------- | ----- | ------------------ | ---------------- | ------------------- |
| 1   | 22 lutego 2015    | Goleszów       | Szachy błyskawiczne | System Mokate | [ 1 ] | Bartłomiej Heberla | Zbigniew Pakleza | Karina Szczepkowska |
| 2   | 1 maja 2015       | Czeski Cieszyn | Szachy błyskawiczne | System Mokate | [ 2 ] | Zbigniew Pakleza   | Marcin Tazbir    | Bartłomiej Heberla  |
| 3   | 28 czerwca 2015   | Goleszów       | Szachy błyskawiczne | System Mokate | [ 3 ] | Rafał Antoniewski  | Marcin Tazbir    | Eneasz Wiewióra     |
| 4   | 13 września 2015  | Goleszów       | Szachy błyskawiczne | System Mokate | [ 4 ] | Bartłomiej Heberla | Vojtěch Zwardoń  | Piotr Mucha         |
| 5   | 29 listopada 2015 | Goleszów       | Szachy błyskawiczne | P'3+2         | [ 5 ] | Bartosz Soćko      | Zbigniew Pakleza | Bartłomiej Heberla  |

## Klasyfikacja Generalna
Brak Danych